# Carpobrotus
Carpobrotus ist eine Pflanzengattung aus der Familie der Mittagsblumengewächse (Aizoaceae). Der botanische Name leitet sich von den griechischen Worten karpos für ‚Frucht‘ und brota für ‚essbar‘ her.

## Beschreibung
Carpobrotus sind sukkulente, kahle Zwergsträucher, die Sprossachsen sind kriechend, 50 bis 300 Zentimeter lang und bilden Matten. Die faserförmigen Wurzeln entspringen den Knoten. Die am Stängel sitzenden Blätter sind gegenständig angeordnet und am Ansatz schwach miteinander verwachsen, dickfleischig, gerade oder gebogen und im Querschnitt rund dreieckig oder scharf dreikantig. Sie sind ganzrandig oder am Rand gezähnt. Nebenblätter fehlen.
Die achselbürtigen oder endständigen Blütenstände stehen aufrecht und sind verzweigt, die Blüten stehen einzeln. Blattartige Tragblätter finden sich entweder je zwei oder sie fehlen. Die Blütenstiele können entweder fehlen oder sie sind 10 bis 60 (selten 1 bis 100) Millimeter lang und aufrechtstehend.
Die auffälligen Blüten sind röhrenförmig und haben einen Durchmesser von 3 bis 10 (15) Zentimeter. Die vier bis fünf Kelchlappen sind von ungleicher Größe, die zwei äußeren gegenüberliegenden sind jeweils vergrößert, gelegentlich blattähnlich, die zwei oder drei inneren sind kleiner, sie sind breitrandig häutig. Einschließlich der kronblattartigen Staminodien finden sich bis zu 250 Kronblätter, sie sind rosa, gelb, weiß oder cremefarben. Nektarien fehlen.
Die bis zu 600 Staubblätter stehen aufrecht, die Stempel haben acht bis zwölf (25) Fruchtblätter, der Fruchtknoten ist unterständig und acht- bis zwölffächrig (25). Ein Griffel fehlt, die Narben sind strahlenförmig, linealisch und gefiedert. 
Die Früchte sind fleischige, essbare Beeren, die bis zu 1000 Samen sind glänzend braun, umgekehrt eiförmig und zusammengedrückt, ein Arillus fehlt.

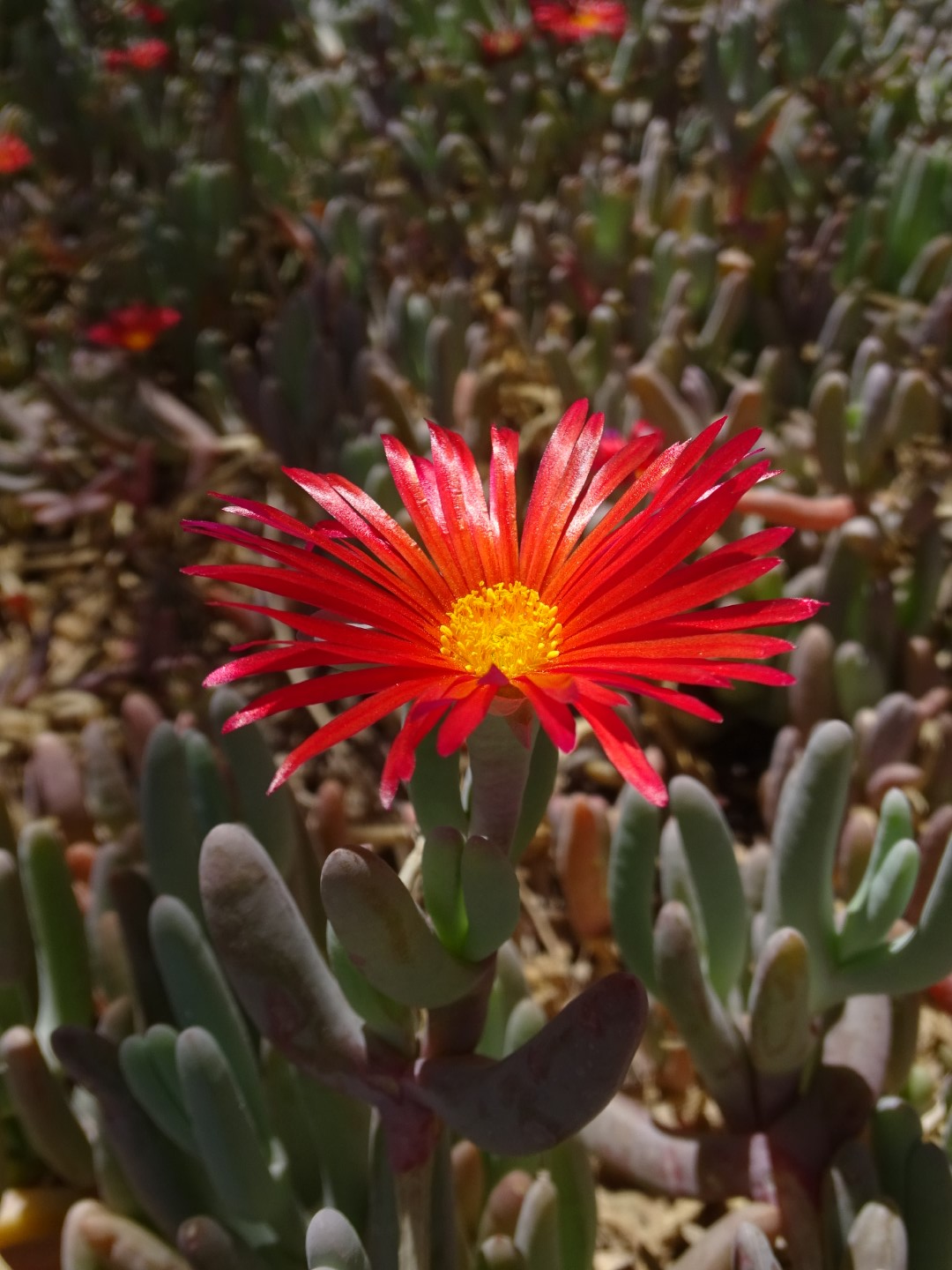
Carpobrotus chilensis

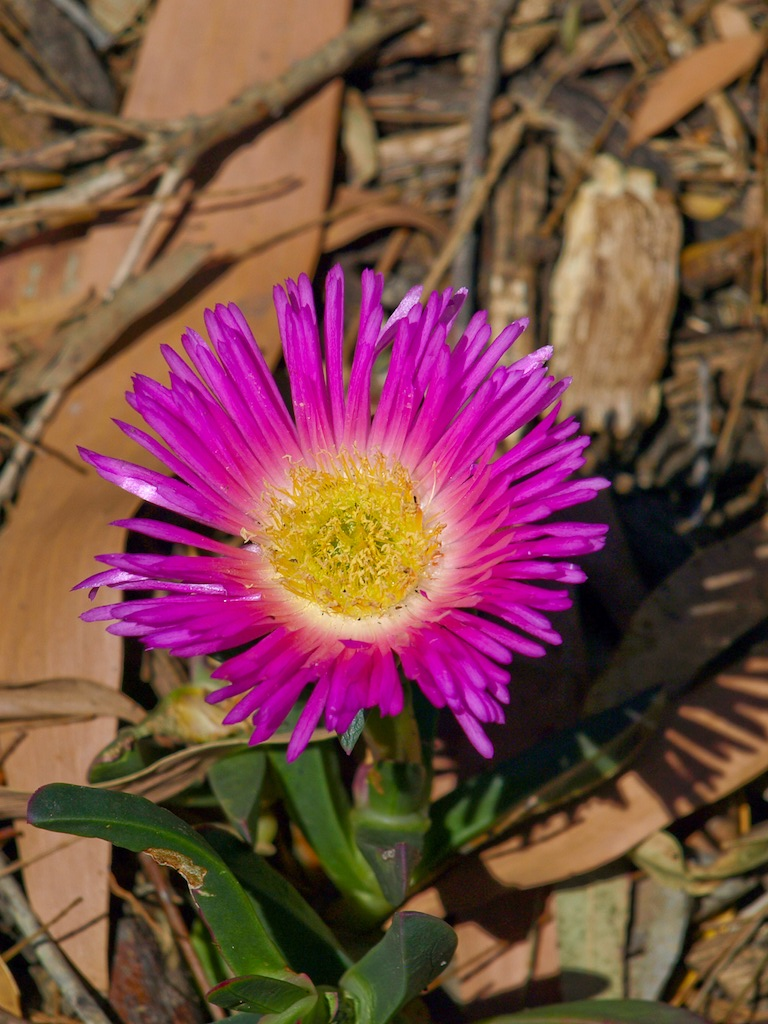
Carpobrotus rossii

## Systematik und Verbreitung
Die Gattung ist ursprünglich im südlichen Afrika beheimatet, vom Menschen wurde sie jedoch auch nach Nord-, Mittel- und Südamerika sowie Europa und Australien verschleppt.
Die Erstbeschreibung durch Nicholas Edward Brown wurde 1925 veröffentlicht. Die Gattung Carpobrotus umfasst folgende Arten:
- Carpobrotus acinaciformis (L.) L.Bolus
- Carpobrotus aequilaterus (Haw.) N.E.Br.
- Carpobrotus chilensis (Molina) N.E.Br.
- Carpobrotus deliciosus (L.Bolus) L.Bolus
- Carpobrotus dimidiatus (Haw.) L.Bolus
- Carpobrotus edulis (L.) L.Bolus
  - Carpobrotus edulis subsp. edulis
  - Carpobrotus edulis subsp. parviflorus W.Wisura & Glen
- Carpobrotus glaucescens (Haw.) Schwantes
- Carpobrotus mellei (L.Bolus) L.Bolus
- Carpobrotus modestus S.T.Blake
- Carpobrotus muirii (L.Bolus) L.Bolus
- Carpobrotus quadrifidus L.Bolus
- Carpobrotus rossii (Haw.) Schwantes
- Carpobrotus virescens (Haw.) Schwantes

## Nachweise

## Weiterführende Literatur
- S. T. Blake: A revision of Carpobrotus and Sarcozona in Australia, genera allied to Mesembryanthemum (Aizoaceae). In: Contributions from the Queensland Herbarium. Band 7, 1969, S. 1–65.
- W. Wisura, H. F. Glen: The South African species of Carpobrotus (Mesembryanthema - Aizoaceae). In: Contributions From The Bolus Herbarium. Band 15, 1993, S. 76–107.